# HD 86369
HD 86369，又名BD+09 2269，SAO 118023、HR 3938，是一颗恒星，视星等为6.04，位于銀經229.31，銀緯44.95，其B1900.0坐标为赤經9h 52m 49.7s，赤緯+8° 44.95′ 29″。